# Kolozsváry Zoltán
Kolozsváry Zoltán (Marosvásárhely, 1937. április 28. –) gépészmérnök, főiskolai, egyetemi oktató, feltaláló, műszaki szakíró.

## Életútja
Középiskolát szülővárosa Bolyai Farkas Líceumában végzett (1954), gépészmérnöki oklevelet a bukaresti Politechnikai Főiskolán szerzett (1959), ugyanott doktorált Felületkezelések hatása a gépalkatrészek kopásállására című munkájával (1971). Mérnöki pályafutását a marosvásárhelyi Metalotehnica könnyűipari gépgyártó vállalatnál kezdte (1959–65), majd az ott alakuló kutatólaboratórium felelőse, később az ebből kifejlesztett Könnyűipari Gépgyártáskutató és Tervező Központ marosvásárhelyi fiókjának vezetője (1976–1994). 1994-től a Plasmaterm Rt. ügyvezető igazgatója. A marosvásárhelyi Almérnöki Főiskola meghívott előadótanáraként hőkezelést tanított, majd a Sapientia társult egyetemi tanára. Részt vesz 1986 óta a Nemzetközi Hőkezelő Egyesület kongresszusain. 1989 után az RMDSZ marosvásárhelyi szervezetében politizált. A kutatói, alkotói munka által okozott stresszt szabédi kis botanikus kertjében kertészkedéssel kompenzálja.

## Kutatói és szakirodalmi munkássága
Kutatási főterülete a fémek felületkezelése és hőkezelése, különös tekintettel a nitrogén hatására az acélban. A romániai hőkezelési iskola egyik megteremtője. Ennek elismerése jeléül az általa vezetett Kutató és Tervező Fióknál rendezik meg évente – általában nemzetközi részvétellel – az országos hőkezelési konferenciát.
Az 1970-es évek végén irányítása alatt indult meg a textilipari gépek mikroelektronizációja. Tudományos dolgozatait hazai és külföldi szaklapok közölték, köztük a Wear (Hollandia, 1969), Härtereitechnische Mitteilungen (NSZK, 1969, 1973), Forging and Castling (Japán, 1974), Heat Tretment B-The Metals Society (London, 1974), Journal of Heat Treating (USA, 1980); négy munkatársával közösen írt Számítógépes vezérlésű fluidágyas hőkezelő berendezés című tanulmánya a budapesti Gépipari Technológiai Intézet szakkiadványában jelent meg (1986). Az észak-amerikai Metals Abstract és az angliai The Metals Information szakfolyóiratok külső munkatársa. Hét találmányát külföldön is szabadalmazták. 2008-ban már 14 szabadalommal és mintegy 200 szakmai közleménnyel rendelkezett. Van olyan szabadalma, ami berendezésre vonatkozik, van, ami eljárásra, több szabadalom pedig annak a marosvásárhelyi kutató csoportnak a munkája, amelyet vezetett.
Tudománynépszerűsítő írásait magyarul az Előre, az űrkutatás kérdéséről a TETT (1977/3) közölte; Hivatás, nemcsak mesterség című. írásával vezette be A Hét ankétját a Metalotechnica gyártóegységén belül működő kutatócsoport tevékenységéről (1988/23).
A romániai magyar kutatókat kiváló nyelvismereteik is segítették és segítik a nemzetközi kapcsolatok ápolásában, valamennyien magyarul, románul, németül, de még angolul is tudnak, így van ez Kolozsváry Zoltánnál is. Paradoxon, de a nemzetiségi elnyomás pozitív a romániai magyar kutatók nyelvismeretére nézve.

## Társasági tagság
- A Nemzetközi Hőkezelő- és Felületkezelő Szövetség (elnöke 1995-1997, majd vezetőségi tagja, 2010-ig végrehajtó bizottsági tagja)

## Főbb munkái
- Cromare dură (1963)
- Procedee noi în domeniul protecției suprafețelor metalice (társszerző Glück Vera, 1964)
- Alegerea oțelurilor și a tratamentelor termice în construcția utilajelor din industria ușoară (1974)

## Külső hivatkozások, videók
- 2003 – Kolozsváry Zoltán előadása a Máltai Egyetemen, „Surface Engineering of Industrial Sewing Machine Main Shafts” címmel, az Innovate c. Leonardo projekt keretében fejlesztett e-learning tananyag részeként.Videó-előadás
- 2013 – Prof. Dr. Kolozsváry Zoltán előadása a mérnöki hivatásról, életpályájáról, „Előtted a küzdés, előtted a pálya” címmel – a videó-felvétel a „Tudnak valamit” előadássorozat keretében készült, a Miskolci Egyetem egy TÁMOP projektje támogatásával. Videó
- 2013 –  Beszélgetés Dr. Kolozsváry Zoltán egyetemi tanárral. A szerkesztő-riporter Hajnal József a „Tudnak valamit” előadássorozathoz kapcsolódóan készített interjút Kolozsváry professzor úrral. Riport
- 2015 – Kolozsváry Zoltán professzor angol nyelvű előadása Nitriding címmel, a Miskolci Egyetem MSc gépészmérnök hallgatóinak.Szakmai előadás angol nyelven
- Máthé Éva beszélgetése Kolozsváry Zoltán mérnökkel, Székelyföld, 2008. április Archiválva 2016. március 4-i dátummal a Wayback Machine-ben